# Odprto prvenstvo Anglije 1984
Odprto prvenstvo Anglije 1984 je teniški turnir za Grand Slam, ki je med 25. junijem in 8. julijem 1984 potekal v Londonu.

## Moški posamično
John McEnroe :  Jimmy Connors 6-1 6-1 6-2

## Ženske posamično
Martina Navratilova :  Chris Evert Lloyd 7-6 6-2

## Moške dvojice
Peter Fleming /  John McEnroe :  Pat Cash /  Paul McNamee 6-2 5-7 6-2 3-6 6-3

## Ženske dvojice
Martina Navratilova /  Pam Shriver :  Kathy Jordan /  Anne Smith 6-3 6-4

## Mešane dvojice
John Lloyd /  Wendy Turnbull :   Steve Denton /  Kathy Jordan 6-3 6-3